# Prostitución en Armenia
La prostitución en Armenia es ilegal bajo el derecho administrativo (Artículo 179.1). Toda actividad relacionada con la prostitución, como la instalación de burdeles o el proxenetismo, son considerados ilegales por el Código Penal, aunque es bien sabido de la existencia de burdeles en la capital, Ereván, y en Guiumri. Según la Unesco, desde el colapso de la Unión Soviética en 1991, la prostitución en el país ha crecido. Cerca de 5 600 mujeres se dedican a la prostitución en Armenia, de las cuales 1 500 trabajan en Ereván. Sin embargo, las cifras oficiales entregadas por la policía son muy inferiores, afirmando que en 2012, solo 240 mujeres se dedicaban a esta práctica. Según los informes, la policía y otras fuerzas de seguridad toleran esta práctica. Muchas mujeres recurren a la prostitución por el desempleo.
La prostitución infantil es un problema nacional, pero son negadas por las autoridades. Otro problema relacionado es el tráfico sexual.

## Historia
Hacia comienzos del siglo XX, la prostitución en Armenia era legal y estaba regularizada. El objetivo principal de la regulación era controlar las infecciones de transmisión sexual.
Los burdeles podrían ser abiertos por mujeres mayores de 35 años. El burdel no podría superar los 150 sazhens (320 metros) de iglesias, escuelas, y otros sitios públicos. La propietaria debe vivir en el recinto y no puede dedicarse a la prostitución. Esta puede adquirir a lo máximo, 3/4 partes de los ingresos obtenidos del burdel.
Un ex-burdel ubicado en la Calle Teryan en Ereván, todavía es destacable por sus mujeres desnudas esculpidas en la fachada.
Durante gran parte del dominio soviético, la prostitución oficialmente no existía. Las prostitutas fue enviadas a campos de trabajo, con el fin de ser ''reeducadas''. No fue sino hasta 1987, que el Código Administrativo incluyó la prohibición de la prostitución.

## Llamado a la legalización
El médico dermatólogo Samvel Hovhannisyan, quién también es jefe del Centro Médico Científico de Dermatología y Enfermedades Infecciosas, fue citado en junio de 2015, cuando dijo: "La legalización de la prostitución en Armenia puede causar una reducción en el índice de enfermedades de transmisión sexual en un 60%". Añadió que esta "antigua profesión" tiene que ser estrictamente regularizada por el país.
En 2016, el presidente de la Oficina Vanadzor de la Asamblea de Ciudadanos de Helsinki, Artur Sakunts, pidió que la prostitución sea legalizada y regulada. Afirmó que los impuestos pagados por las trabajadoras sexuales podrían beneficiar al país, y que “los servicios sexuales remunerados no deberían considerarse como acto delictivo; no deberían ser procesadas para que nunca sean controladas por grupos del crimen organizado, haciendo que estas [trabajadoras sexuales] sean víctimas de tráfico interno”.
En el período previo a las elecciones parlamentarias de 2017, el ex primer ministro Hrant Bagratyan, del partido Demócratas Libres, dijo que la prostitución debería legalizase y autorizarse, y que los impuestos por sus servicios, serían positivos para el presupuesto de gobierno.

## Tráfico sexual
Armenia es una fuente y, en menor medida, un país destinatario para mujeres y niños sometidos por el tráfico sexual. Este tráfico sexual también prevalece en los Emiratos Árabes Unidos y Turquía. Mujeres y niños armenios son explotados sexualmente de forma ilegal en su país, incluyendo mujeres de ascendencia china, mientras que los niños que están bajo instituciones de cuidado infantil, son los más vulnerables ante este tráfico. Está práctica también ha afectado a los sirio-armenios que han sido desplazados por las guerras presentes en la región.
La Oficina de Monitoreo y Combate al Tráfico de Personas del Departamento de Estado de los Estados Unidos, ha posicionado a Armenia como país de ''Nivel 1'', ante el problema del tráfico humano en su país.